# USS Maine (BB-10)
«Мен» (англ. USS Maine (BB-10) — американський пре-дредноут, головний у своєму типі та другий корабель військово-морських сил США, названий на честь штату Мен.
«Мен» був закладений 15 лютого 1899 року на верфі компанії William Cramp and Sons у Філадельфії. 27 липня 1901 року він був спущений на воду, а 29 грудня 1902 року увійшов до складу ВМС США.
«Мен» служив в Атлантиці протягом усієї своєї кар'єри у складі Північноатлантичного флоту, який згодом став Атлантичним флотом. Протягом перших років служби броненосець був флагманом флоту, поки його в 1907 році не змінили. Того ж року узяв участь у навколосвітньої подорожі Великого Білого флоту, хоча надмірне споживання вугілля не дозволило йому продовжити флот далі Сан-Франциско. Після повернення до США був флагманом 3-ї ескадри. З квітня 1917 року до листопада 1918 року під час участі США у Першій світовій війні «Мен» використовувався як навчальний корабель. Залишався на службі до травня 1920 року, доки його не вивели з експлуатації. Врешті-решту у 1922 році корабель був проданий на злам і розібраний на брухт відповідно до умов Вашингтонського морського договору, підписаного в тому ж році.

## Історія служби
Починаючи з 1903 року, «Мен» починає діяв у Північноатлантичному флоті. Протягом наступних чотирьох років він брала участь у різних військово-морських навчаннях та тренуваннях мирного часу в Атлантиці та Карибському морі. У цей період він також здійснив похід у Середземне море. Корабель був флагманом контрадмірала Роблі Д. Еванса; який 16 квітня 1907 року переніс свій прапор на щойно введений у дію броненосець «Коннектикут».

Карта маршруту Великого Білого флоту (державні кордони на карті 2009 року).

Найбільш значущою подією у проходженні служби «Мена» був похід «Великого Білого флоту», за підтримки суден забезпечення, який за наказом Президента США Т. Рузвельта у 1907 році здійснив навколосвітню подорож, продемонструвавши усьому світові зрослу міць та силу американського флоту. 17 грудня флот, до якого входили майже усі американські лінійні кораблі того часу, виплив з Гемптон-Роудс і здійснив перехід на південь до Карибського басейну, а потім до Південної Америки, зупиняючись у Порт-оф-Спейн, Ріо-де-Жанейро, Пунта-Аренас та Вальпараїсо серед інших міст. Після прибуття до західного узбережжя Мексики в березні 1908 року флот провів три тижні, тренуючись у бойових стрільбах корабельної артилерії. Потім флот відновив свою подорож уздовж Тихоокеанського узбережжя Америки, зупинившись у Сан-Франциско, де «Мен» був виведений зі складу похідного ордеру флоту. Корабельні котли пре-дредноута виявилися дуже неефективними, і їм потрібно було надмірно багато вугілля, щоб не відставати від решти лінкорів флоту. Лінкор «Алабама» також залишив флот через тріснуту головку блоку циліндрів.
«Мен» та «Алабама» вдвох перетнули Тихий океан, пройшовши через Гуам та Філіппіни. Пропливши через Індійський океан, кораблі перетнули Суецький канал і здійснили круїз по Середземному морю. Потім вони самостійно перетнули Атлантичний океан і повернулися на східне узбережжя США у жовтні 1908 року, значно випередивши решту Великого Білого флоту. Після їх прибуття «Мен» був призначений флагманом 3-ї ескадри Атлантичного флоту і наступні кілька місяців діяв біля східного узбережжя.
14 лютого в штаті Мен, нові броненосці «Нью-Гемпшир», «Міссісіпі» та «Айдахо», два панцерні крейсери та два крейсери-скаути вийшли на зустріч з Великим Білим флотом, що повертався. «Мен» та решта ескадри під командуванням контр-адмірала Конвея Шілліра Арнольда вийшли в Атлантичний океан і 17 лютого зустрілися з Великим Білим флотом. 22 лютого 1909 року Об'єднаний флот прибув до Гемптон-Роудс, де Теодор Рузвельт привітав прибуття цього флоту та завершення великого походу.
31 серпня 1909 року корабель був тимчасово виведений з експлуатації в Портсмуті, штат Нью-Гемпшир. 15 червня 1911 року він повернувся на службу до Атлантичного флоту.
6 квітня 1917 року США оголосили війну кайзерівській Німеччині, вступивши у Першу світову війну. Під час війни «Мен» був навчальним кораблем для підготовки персоналу машинних відділень, озброєної охорони торгових суден та мічманів Військово-морської академії США.
Після завершення війни перебував у строю, 15 травня 1920 року пре-дредноут був виведений з експлуатації та переміщений до Philadelphia Naval Shipyard у Філадельфії. 23 січня 1922 року корабель продали філадельфійській компанії J.G. Hitner and W.F. Cutler, де він був розібраний на злам.